# 1574 w polityce

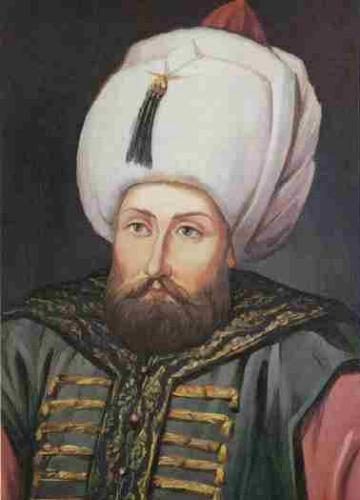
Selim II

Wydarzenia polityczne w 1574 roku.

## Zmarli
- 12 listopada Selim II, sułtan turecki[1].